# Who Will Marry Mary?
Who Will Marry Mary? er en amerikansk stumfilm fra 1913.

## Medvirkende
- Mary Fuller som Mary Cuyler
- Ben F. Wilson som Justin Bradford
- Richard Tucker som Duke Leonardo de Ferrara
- Harry Beaumont
- Miriam Nesbitt